# 圖庫魯
圖庫魯（西班牙語：Tucurú），是危地馬拉的城鎮，位於該國北部，由上維拉帕斯省負責管轄，面積96平方公里，海拔高度477米，2002年人口28,421，人口密度每平方公里296人。
15°18′N 90°04′W / 15.300°N 90.067°W